# Grajewo (Papiernia)
Grajewo (kaszub. Grajewo) – część wsi Papiernia w Polsce, położona w województwie pomorskim, w powiecie kościerskim, w gminie Lipusz.
Wchodzi w skład sołectwa Lipusz.
W latach 1975–1998 Grajewo administracyjnie należało do województwa gdańskiego.